# Nasri (músico)
Nasri Tony Atweh (em árabe: نصري طوني عطوة; Toronto, 10 de janeiro de 1981), conhecido mononimamente como Nasri, é um cantor, compositor e produtor musical canadense. É o principal vocalista e compositor da banda de reggae fusion Magic!, formada em 2012 por ele e os músicos também naturais de Toronto, Mark Pellizer, Alex Tanas e Ben Spivak. A banda se tornou conhecida pela canção "Rude", lançada em 2013, que esteve no topo da Billboard Hot 100.
Nasri também é compositor e produtor musical no duo The Messengers, do qual participa juntamente com Adam Messinger, com quem produziu músicas para outros artistas da indústria musical, como Justin Bieber, Shakira, Pitbull, Chris Brown e Halsey, entre outros. Ele ganhou o prêmio de Melhor Álbum de R&B no Grammy Awards de 2012 por seu trabalho no álbum El dorado (2017), da cantora Shakira. Dois dos projetos nos quais Atweh foi creditado como co-escritor, "As Long as You Love Me" por Justin Bieber e "Feel This Moment" por Pitbull, ficaram nos dez melhores da Billboard Hot 100.

## Primeiros anos e educação
Nasri nasceu e cresceu em Toronto, Ontário, filho de imigrantes cristãos palestinos oriundos de Belém. Nasri Atweh começou a cantar aos seis anos, e estudou na Senator O'Connor College School, e enquanto frequentava, fazia parte do coral escolar, bem como de esportes extracurriculares.[carece de fontes?]

## Carreira

### Início da carreira como artista solo
Aos 19 anos, Atweh apresentou uma demo para uma estação de rádio local. Ele então assinou um contrato com a Universal Canada. Dois anos depois, em 2002, ele ganhou o John Lennon Songwriting Contest com uma música que ele escreveu com Adam Messinger. No ano seguinte, ele lançou dois singles solo pela Universal, "Go" e "Ova N' Dun With"․
As músicas obtiveram certa repercussão no Canadá, e outra música intitulada "Best Friend" também foi ouvida na rádio indie em sua cidade natal em 2003. De acordo com o material promocional anexado ao seu single "Go", ele lançaria um álbum intitulado Invisible Walls em algum momento de 2003 ou 2004, mas isso nunca se materializou. Em 2007, ele lançou uma música intitulada "Click, Click, Click", que acabaria sendo regravada pelo New Kids on the Block.

### Composição e produção com The Messingers
Nasri faz parte da dupla de compositores e produtores The Messengers, com o músico Adam Messinger. Ele ajudou a impulsionar a reunião do New Kids on the Block em 2007, e escreveu inúmeras músicas para eles, incluindo sua primeira, "Summertime". Ao longo dos anos seguintes, Nasri escreveu (geralmente com Messinger) para outros grandes artistas de gravadoras, como Justin Bieber, David Guetta, Shakira, Cody Simpson, Cheryl, Boyzone, JLS, Kat DeLuna, Elliott Yamin, Jason Derulo, Akon, Pitbull, Christina Aguilera, Chris Brown, Lana Del Rey, Big Time Rush, Iggy Azalea, Michael Bolton, Peter Andre, JoJo, Jay Sean, Vanessa Hudgens, No Angels, Manafest e Iyaz.
The Messengers é uma equipe de produção vencedora do Grammy. Seu trabalho resultou em duas indicações ao Grammy de Melhor Álbum Vocal Pop de 2011 para Justin Bieber (My World 2.0), Melhor Álbum de R&B Contemporâneo de 2011 para Chris Brown (Graffiti) e uma vitória de Melhor Álbum de R&B de 2012 para Chris Brown (F.A.M.E.), bem como sua colaboração com Justin Bieber / Rascal Flatts em "That Should Be Me", que ganhou um CMT Music Award de 2011 de Melhor Vídeo Colaborativo. Ele trabalhou em El dorado, de Shakira, que foi indicado ao Álbum do Ano no Grammy Latino de 2017 e ganhou o Grammy de 2018 de Melhor Álbum Pop Latino.

### Reconhecimento com Magic!

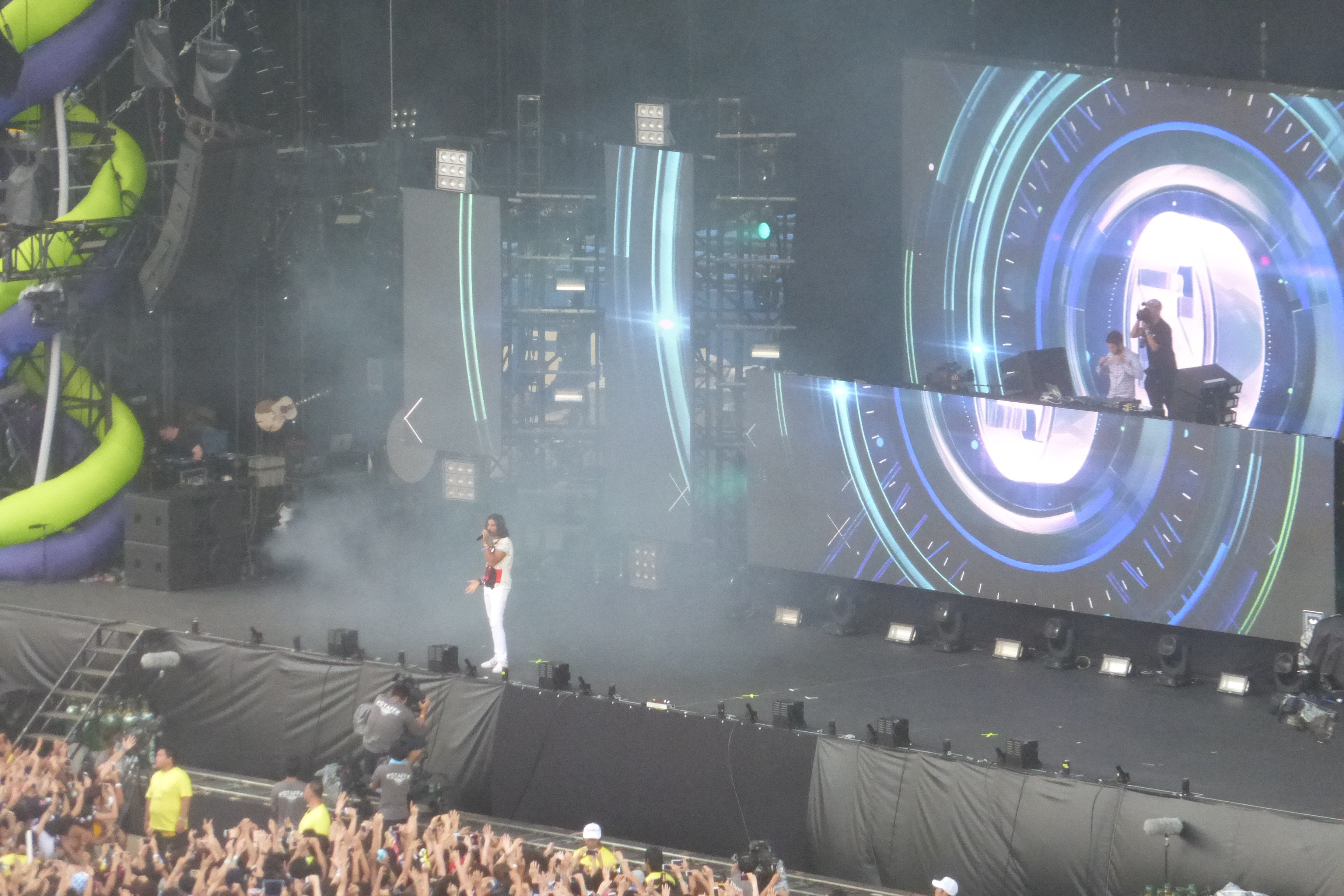
Nasri se apresentando com Zedd no Summer Sonic Festival de Tóquio em 2015

Enquanto tocava música com o amigo Mark Pellizzer (que tocava guitarra para Justin Nozuka) em 2012, Nasri concebeu o Magic!. Pellizzer então convidou Alex Tanas para tocar bateria e Ben Spivak para tocar baixo. Em 2013, o Magic! lançou seu single de estreia de grande repercussão, "Rude", que alcançou a sexta posição na Canadian Hot 100, liderou as paradas nos Estados Unidos e no Reino Unido e chegou ao top dez das paradas na Austrália, Nova Zelândia, Dinamarca, Holanda e Suécia. A banda assinou contrato com a Sony Music Entertainment e fez parceria com a Latium Entertainment, além da RCA Records nos EUA.
Seu álbum de estreia, Don't Kill the Magic, foi lançado em 2014 e alcançou a quinta posição no Canadá e a sexta nos EUA. Seu sucessor, Primary Colours, foi lançado em 2016 e o terceiro álbum Expectations em 2018.

## Vida pessoal
Desde 2009, Atweh está num relacionamento com a cantora alemã Sandy Mölling. Os dois se conheceram enquanto trabalhavam no álbum Welcome to the Dance do No Angels. Atweh e Mölling têm um filho chamado Noah. Mölling e Atweh se casaram em 2020 durante a pandemia de COVID-19. A família reside em Woodland Hills, Los Angeles.

## Discografia

### Como artista solo
Singles
- "Go" (2003)
- "Ova N' Dun With" (2003)
- "Click Click Click" (2007)
- "You Deserve Better" (2012)

além de outras gravações demo não lançadas

### Composição e produção
| Título                       | Ano  | Artista(s)                          | Álbum                                                   | Papel                    | Notas         |
| ---------------------------- | ---- | ----------------------------------- | ------------------------------------------------------- | ------------------------ | ------------- |
| "Summertime"                 | 2008 | New Kids on the Block               | The Block                                               | Co-escritor              | US #36        |
| "Single"                     | 2008 | New Kids on the Block (feat. Ne-Yo) | The Block                                               | Co-escritor              | CAN #42       |
| "Crawl"                      | 2009 | Chris Brown                         | Graffiti                                                | Co-escritor, co-produtor | US #53        |
| "One Life"                   | 2009 | No Angels                           | Welcome to the Dance                                    | Co-escritor, co-produtor | GER #15       |
| "Derailed"                   | 2009 | No Angels                           | Welcome to the Dance                                    | Co-escritor              |               |
| "Dance-Aholic"               | 2009 | No Angels                           | Welcome to the Dance                                    | Co-escritor              |               |
| "Say Goodbye"                | 2009 | No Angels                           | Welcome to the Dance                                    | Co-escritor              |               |
| "Too Old"                    | 2009 | No Angels                           | Welcome to the Dance                                    | Co-escritor              |               |
| "Young Love"                 | 2009 | No Angels                           | Welcome to the Dance                                    | Co-escritor              |               |
| "Up"                         | 2010 | Justin Bieber                       | My World 2.0                                            | Co-escritor, co-produtor |               |
| "That Should Be Me"          | 2010 | Justin Bieber                       | My World 2.0                                            | Co-escritor, co-produtor | US #92        |
| "Pray"                       | 2010 | Justin Bieber                       | My Worlds Acoustic                                      | Co-escritor, co-produtor | US #61        |
| "Never Say Never"            | 2010 | Justin Bieber                       | My Worlds Acoustic                                      | Co-escritor, co-produtor | US #8         |
| "Mistletoe"                  | 2011 | Justin Bieber                       | Under the Mistletoe                                     | Co-escritor, co-produtor | US #11        |
| "Next to You"                | 2011 | Chris Brown (feat. Justin Bieber)   | F.A.M.E.                                                | Co-escritor              | US #26        |
| "On My Mind"                 | 2011 | Cody Simpson                        | Coast to Coast                                          | Co-escritor              | US Pop #39    |
| "Feel This Moment"           | 2012 | Pitbull (feat. Christina Aguilera)  | Global Warming                                          | Co-escritor, co-produtor | US #8         |
| "All Around the World"       | 2012 | Justin Bieber (feat. Ludacris)      | Believe                                                 | Co-escritor              | US #22        |
| "As Long as You Love Me"     | 2012 | Justin Bieber (feat. Big Sean)      | Believe                                                 | Co-escritor              | US #6         |
| "Don't Judge Me"             | 2012 | Chris Brown                         | Fortune                                                 | Co-escritor              | US #67        |
| "The Vision of Love"         | 2012 | Kris Allen                          | Thank You Camellia                                      | Co-escritor, co-produtor | US Top 40 #29 |
| "We Own the Night"           | 2013 | The Wanted                          | Word of Mouth                                           | Co-escritor, co-produtor | US #94        |
| "Change Your Life"           | 2014 | Iggy Azalea (feat. T.I.)            | The New Classic                                         | Co-escritor, co-produtor | UK #10        |
| "You Don't Care About Me"    | 2014 | Shakira                             | Shakira                                                 | Co-escritor              |               |
| "The One Thing"              | 2014 | Shakira                             | Shakira                                                 | Co-escritor              |               |
| "Cut Me Deep"                | 2014 | Shakira (feat. Magic!)              | Shakira                                                 | Co-escritor              |               |
| "Can I"                      | 2017 | Prince Charlez                      | Evolution Pt. 1                                         | Co-escritor              |               |
| "Arms Open"                  | 2017 | The Script                          | Freedom C{{hild                                         | Co-escritor              |               |
| "Bad News"                   | 2017 | SOJA                                | Poetry in Motion                                        | Co-escritor              |               |
| "Comme Moi"                  | 2017 | Shakira (feat. Black M)             | El dorado                                               | Co-escritor              |               |
| "What We Said (Comme Moi)"   | 2017 | Shakira (feat. Magic!)              | El dorado                                               | Co-escritor              |               |
| "Not Afraid Anymore"         | 2017 | Halsey                              | Fifty Shades Darker: Original Motion Picture Soundtrack | Co-escritor, co-produtor | US #77        |
| "Flame"                      | 2017 | Tinashe                             | Joyride                                                 | Co-escritor              |               |
| "So Long"                    | 2017 | Massari                             | Beirut                                                  | Co-escritor              |               |
| "High Right Now"             | 2019 | Tyla Yaweh                          | Heart Full of Rage                                      | Co-escritor              |               |
| "I Cry"                      | 2020 | Usher                               | Não associado a nenhum álbum                            | Co-escritor, co-produtor |               |
| "Changes"                    | 2020 | Justin Bieber                       | Changes                                                 | Co-escritor, co-produtor |               |
| "Never Break"                | 2020 | John Legend                         | Bigger Love                                             | Co-escritor, co-produtor |               |
| "Busy Boy"                   | 2020 | Chloe x Halle                       | Ungodly Hour                                            | Co-escritor, co-produtor |               |
| "Don't Make It Harder on Me" | 2020 | Chloe x Halle                       | Ungodly Hour                                            | Co-escritor              |               |
| "A New Day"                  | 2021 | No Angels                           | 20                                                      | Co-escritor              |               |
| "Love You for Eternity"      | 2021 | No Angels                           | 20                                                      | Co-escritor              |               |
| "Hard to Love"               | 2021 | H.E.R.                              | Back of My Mind                                         | Co-escritor              |               |